# Midden-Duits voetbalkampioenschap 1905/06
In 1905/06 werd het vijfde voetbalkampioenschap gespeeld dat georganiseerd werd door de Midden-Duitse voetbalbond. VfB Leipzig werd kampioen zonder te spelen en plaatste zich zo voor de eindronde om de Duitse landstitel. Dresdner SC had zich teruggetrokken omdat ze niet in het stadion van Wacker Leipzig wilde spelen. In de eindronde versloeg VfB Norden-Nordwest Berlin met 9-1 en BFC Hertha 92 met 3-2. In de finale won de club met 2-1 van 1. FC Pforzheim en werd voor de tweede keer landskampioen.

## Deelnemers aan de eindronde
| Club                         | Gekwalificeerd als            |
| ---------------------------- | ----------------------------- |
| Magdeburger FC Viktoria 1896 | Kampioen van Midden-Elbe      |
| VfB Leipzig                  | Kampioen van Noordwest-Saksen |
| Dresdner SC                  | Kampioen van Oost-Saksen      |
| Chemnitzer BC                | Kampioen van Zuidwest-Saksen  |

## Eindronde

### Halve Finale
|              |             |       |                              |  |
| 1 april 1906 | VfB Leipzig | 5 - 0 | Magdeburger FC Viktoria 1896 |  |
| 1 april 1906 |             |       |                              |  |

|              |             |         |               |  |
| 1 april 1906 | Dresdner SC | Forfait | Chemnitzer BC |  |
| 1 april 1906 |             |         |               |  |

### Finale
|              |             |         |             |         |
| 8 april 1906 | VfB Leipzig | forfait | Dresdner SC | Leipzig |
| 8 april 1906 |             |         |             | Leipzig |